# Marian Eckert
Marian Antoni Eckert (ur. 11 marca 1932 w Bydgoszczy, zm. 9 lutego 2015 w Zielonej Górze) – polski historyk, wykładowca akademicki, profesor nauk humanistycznych, w latach 1987–1990 rektor Wyższej Szkoły Inżynierskiej w Zielonej Górze, wojewoda zielonogórski (1993–1997).

## Życiorys
Syn Zygfryda i Janiny. Jako student historii został relegowany z uczelni i skierowany do pracy w charakterze nauczyciela wychowania fizycznego w Rzepinie. Po kilku latach wznowił i ukończył studia, obronił doktorat i habilitację. W 1978 otrzymał tytuł profesorski.
W 1967 został pracownikiem Wyższej Szkoły Inżynierskiej w Zielonej Górze (przekształconej w 1996 w Politechnikę Zielonogórską), dochodząc do stanowiska profesora zwyczajnego. Dwukrotnie pełnił funkcję prorektora, a w latach 1987–1990 był rektorem WSI. Po utworzeniu Uniwersytetu Zielonogórskiego pracował w Instytucie Historii na Wydziale Humanistycznym. W 2002 przeszedł na emeryturę.
W latach 1993–1997 zajmował stanowisko wojewody zielonogórskiego. Od 1998 do 2006 z ramienia Sojuszu Lewicy Demokratycznej był radnym sejmiku lubuskiego I i II kadencji.

## Odznaczenia i wyróżnienia
W 1997 otrzymał Krzyż Oficerski Orderu Odrodzenia Polski, a w 2008 Odznaką Honorową za Zasługi dla Województwa Lubuskiego. Wyróżniony tytułem honorowego obywatela Zielonej Góry.

## Wybrane publikacje
- Gospodarka i społeczeństwo Afryki Zachodniej i Równikowej, 1986.
- Gospodarka Wielkopolski w latach 1929–1939, 1983.
- Historia gospodarcza i społeczna świata XIX i XX wieku (współautor), od 1991.
- Historia polityczna Polski lat 1918–1939, od 1985.
- Historia Polski 1914–1939, 1990.
- Historia powszechna 1789–1918. Przewodnik metodyczny, 1978.
- Politechnika Zielonogórska 1965–2000 (opr.), 2000.
- Przemysł drzewny Polski zachodniej w latach 1918–1939, 1967.
- Przemysł rolno-spożywczy w Polsce w latach 1918–1939, 1974.
- Uprzemysłowienie Belgii w XIX i XX wieku, 1986.
- Wyższa Szkoła Inżynierska im. Jurija Gagarina w Zielonej Górze (opr.), 1979.
- Z dziejów polityki rolnej PZPR na Ziemi Lubuskiej w latach 1950–1970, 1972.